# Elliot Reid
Pour les articles homonymes, voir Reid.
Elliot Reid est un des personnages principaux de la série américaine Scrubs. Elle est interprétée par Sarah Chalke.
Au début de la série, elle entame son internat de médecine à l'hôpital du Sacré-Cœur, où elle fait la rencontre de John Dorian, avec qui elle va vivre une relation compliquée.

## Sa vie au Sacré-Cœur
À son arrivée, elle se lie rapidement au groupe formé par J.D., Turk et Carla, qui la soutiennent devant les réprimandes du docteur Cox, dont elle est une cible de choix. En effet, avec ses parents absents et insensibles, elle est névrosée et hyper-sensible. Carla la soutient régulièrement, et prend même en charge des manipulations qu'elle devait faire. Dans ses moments de panique, elle courait se cacher dans un des placards de l'hôpital. Elliot trouvera un modèle en la personne de Molly Clarck, une psychologue. Grâce à son aide, elle surmontera ses difficultés et deviendra résidente, puis chef des internes avec J.D.
Au terme de la saison 4, elle part pour une clinique privée pour se spécialiser en endocrinologie et trouver un remède pour l'dysplasie périostale, dont elle est rapidement licenciée au bout de cinq jours. Après quelques semaines dans un dispensaire, elle revient au Sacré-Cœur après avoir soigné le docteur Kelso pour une IST dans ce dispensaire.
Plus tard, elle s'engage dans une carrière privée, ce qui lui permet de travailler au Sacré-Cœur tout en étant indépendante des docteurs Cox et Kelso.

## Vie privée
Vie familiale
Elliot vient d'une famille aisée, son père chirurgien lui a payé toutes ses études. Enfant, elle a vécu sous la coupe de sa mère, Lily, autoritaire et volage, ce qui l'a profondément traumatisée par rapport au sexe. Lily reste persuadée que sa fille est lesbienne. Alors que son père souhaiterait la voir s'orienter vers l'obstétrique, Elliot refuse et se rebelle, ce à quoi son père répond en cessant de payer pour l'appartement et les dépenses de sa fille. La jeune interne se retrouve alors seule à s'assumer.
Elliot a également deux frères médecins jamais apparus à l'écran, Bradley et Barry. Elliot parle souvent de ce dernier en rappelant son homosexualité, chose que leurs parents ignorent.
J.D.
Tout au long de la série, J.D. et elle vivront une relation difficile, souvent comparée avec la relation entre Ross Geller et Rachel Green dans la série Friends.
Rivaux devant le docteur Cox, ils se fréquenteront et vivront une passion qui tombera à l'eau rapidement. Alors qu'ils essaient de redevenir amis, ils réalisent leurs sentiments et recouchent ensemble. Quand Elliot se retrouve sans toit, ils deviennent "copains de lits", et entament une relation purement sexuelle, à laquelle Elliot met fin à cause des sentiments de J.D.
Pendant la saison 3, elle oscille entre Sean Kelly, un ancien patient, et J.D., et après une nuit avec J.D., elle choisira Sean avant de retourner vers J.D. Quand il choisit de rompre, elle sera anéantie. Elle parviendra à surmonter la douleur, et, plus tard, quand J.D. quittera l'appartement de Turk et Carla, ils vivront en colocation. La réconciliation se fera après une aventure entre Elliot avec le frère de J.D., puis après qu'elle saborde l'idylle entre JD et Molly Clarck.
À partir de là, J.D. et Elliot deviendront de très bons amis, se confiant quasiment tout. Mais une fois encore, cette amitié est fragilisée quand Elliot va se marier et J.D. va être père. Dans un moment de panique, ils se retrouvent sur le point de s'embrasser, avant qu'elle ne se ravise.
Ils reprennent alors leur colocation, et avec l'arrivée de Sam, puis une discussion sincère sur leur "presque baiser", ils se remettent ensemble, et redeviennent officiellement un couple pendant la saison 8.
Un flash-forward dans le dernier épisode de la saison 8 montre l'avenir du couple, où ils se marient et ont un enfant, ce qui est confirmé dans la saison 9.
Keith Dudemeister
Elliot rencontre Keith dans la saison 5. Elle choisit une relation uniquement sexuelle, où elle met en scène des scénarios farfelus, auxquels J.D. devient parfois spectateur. Finalement, ils s'avouent leurs sentiments, et Keith la demande en mariage. Mais Elliot réfléchit à ses sentiments à mesure que la date arrive, et réalise qu'elle ne l'aime pas vraiment, avant d'annuler le mariage. Keith lui en voudra longtemps et finira par quitter le service.
Sean Kelly
Elliot rencontre Sean dans la saison 1, où il est admis comme patient. Leurs névroses les rapprochent, et ils se fréquentent après la sortie de Sean. La relation tournera court, Elliot n'arrivant pas à concilier vie privée et vie professionnelle.
Ils se retrouvent au début de la saison 3, et se remettent ensemble. Mais Sean doit partir pour une mission de six mois en Nouvelle-Zélande, et choisit de rompre pour ne pas vivre une relation à longue distance. Elliot refuse, et ils restent ensemble. Mais Elliot recommence à penser à J.D., et une nuit, ils couchent ensemble. Peu après, Sean débarque. J.D. et Elliot ne disent rien de leur nuit passée. J.D. avouera ses sentiments à Elliot quand elle et Sean choisiront de vivre ensemble, et elle rompra finalement.
Le personnage apparaît une dernière fois à la fin de la saison 8, où il vit avec Kim, la mère du fils de J.D. C'est Elliot qui a fait les présentations.

## Autour du personnage
- Elliot, tout comme son interprète Sarah Chalke, parle couramment allemand et français dans la version originale. Le français est remplacé par de l'espagnol dans la version francophone, ce qui donne quelques incohérences dans ses discussions avec Carla.

- D'après l'équipe des scénaristes, les relations à l'écran entre Elliot et Carla, d'abord froides puis plus amicales, étaient le reflet des relations entre les deux comédiennes.